# Kahanismo

Bandera de los Kahanistas.

El Kahanismo es una ideología política sionista judía de extrema derecha basada en la postura de Meir Kahane, fundador de la Liga de Defensa Judía y el partido Kach en Israel. Kahane mantuvo la postura de que la mayoría de los árabes viviendo en Israel eran enemigos de los judíos y de Israel mismo, y creía en la creación de un estado judío teocrático, donde los no-judíos (goyim) no tuvieran derecho a voto. El partido Kach ha sido prohibido por el gobierno israelí y el Departamento de Estado de los Estados Unidos lo ha calificado como una organización terrorista extranjera. Ben-Zion Gopstein, discípulo de Meir Kahane, fundó el partido kahanista Lehava, que no ha sido prohibido a pesar de protagonizar numerosos incidentes violentos (apoyado en ocasiones por los hooligans ultras del club de fútbol Beitar Jerusalén).
Los kahanistas han cometido varios actos violentos. El ataque terrorista kahanista más mortífero ocurrió cuando Baruch Goldstein, partidario de Kach, disparó y mató a 29 fieles musulmanes e hirió a otros 150 en la masacre de Hebrón de 1994. Goldstein era un médico que creció en Brooklyn y se educó en el Colegio de Medicina Albert Einstein en el Bronx. Se reasentó en el asentamiento de Kiryat Arba en Cisjordania y estuvo políticamente activo durante años. Goldstein veía a Kahane como un héroe  y fue su director de campaña cuando este se postuló para el parlamento israelí a través del partido Kach. Cuando Goldstein fue amenazado con una corte marcial por negarse a tratar a los soldados no judíos del ejército israelí, declaró: "No estoy dispuesto a tratar con ningún no judío. Reconozco como legítimas sólo a dos autoridades religiosas: Maimónides y Meir Kahane.

## Ideología
Aunque es difícil definir el Kahanismo de manera oficial, el término ha venido a denotar las posiciones enarboladas por el Rabino Meir Kahane. Las posiciones de Kahane cubrieron un amplio rango de asignaturas:
- Aliyá: Kahane creía que todo judío debía vivir en la Tierra de Israel (Eretz Israel).
- Antisemitismo: Kahane apoyaba el que el antisemitismo fuera combatido inmediatamente y por todos los medios necesarios.
- Democracia: Kahane escribió que la democracia sería la mejor forma de gobierno para aquellos faltos de una verdad divina y unos estándares para el bien y mal absolutos.
- Odio y violencia: Kahane creía que el odio y la violencia eran terribles, pero terriblemente necesarios en el momento y lugar correctos.
- Holocausto: Kahane sentía que la historia del Holocausto debería de ser enseñada a los jóvenes con todas las lecciones que fueran necesarias, incluyendo la necesidad de luchar contra la asimilación espiritual, la necesidad de defender físicamente el pueblo judío y la importancia de la diáspora judía (el Galut).
- Israel: Kahane propuso que el Estado de Israel debería hacer cumplir la ley judía, tal como fue codificada por Maimónides,[5] bajo la cual los no-judíos que desearan residir en Israel deberían de disponer de tres opciones: permanecer como ''residentes extranjeros'' con todos los derechos salvo los nacionales,[6] que requeriría de los no-judíos el aceptar su estado de extranjero-residente con todos sus derechos salvo los políticos. A aquellos que se negaran a aceptar tal estado se les pedirá abandonar el país con una compensación entera y, a aquellos que se nieguen a incluso eso, se les expulsará a la fuerza.
- Judaísmo: Kahane acentuó en 'cuan bello es el judaísmo'. Percibía a los movimientos reformista y conservador como las causas principales de la asimilación debido a su descontinuación de la creencia en la revelación de masas como la piedra base de la teología judía.
- Amor por los compañeros judíos: Kahane enfatizó en la importancia de los judíos que aman, y su voluntad a sacrificarse por los otros hermanos judíos.
- Orgullo: Kahane sentía que los judíos deberían abrazar gustosamente el orgullo por su herencia y tradiciones.
- Respeto: Kahane dijo que no hay nada más importante que el respeto y añadió que solo uno que se respete a sí mismo puede terminar respetando a los demás.
- Torá: Kahane escribió que todo judío debería poseer un conocimiento suficiente como para ser un Rabino cualificado.
- Unidad: Kahane sintió que la unidad judía era la más importante, y creía que debía hacerse todo lo posible para evitar una guerra civil entre judíos.